# Hans Olof Holmström
Hans Olof Holmström, född den 15 oktober 1784 i Ösmo församling i Strängnäs stift, död den 27 augusti 1855 i Uppsala, var en svensk ärkebiskop. Hans föräldrar var komministern Stefan Holmström och Engel Risberg.
Holmström hade vid Uppsala universitet erhållit magistergraden 1806 och tre år senare avlagt teologie kandidatexamen, då han 1811 förordnades till docent i latin och 1816 blev e.o. adjunkt i filosofiska fakulteten.
Två år senare lämnade han universitetet och blev gymnasieadjunkt i Strängnäs, förordnades 1819 till konsistorienotarie och blev filosofie lektor 1823. Utnämnd 1828 till kyrkoherde i Dunker och Lilla Malma församlingar i Strängnäs stift, återfördes han året därpå som domprost till stiftsstaden och erhöll teologie doktorsvärdighet 1830.
Han utnämndes till biskop över Strängnäs stift 1839 och innehade detta ämbete till 1852, då han kallades till ärkebiskop och prokansler för universitetet i Uppsala. Han hade såsom fullmäktig för Strängnäs stift deltagit i riksdagarna 1828-34, innan han som stiftsstyresman intog sin självskrivna plats i prästeståndet. Här fungerade han som vice talman under riksmötet 1850-51 och som talman vid riksdagen 1854.
Ledamot av Vetenskapsakademien från 1853; ledamot i andliga ståndet av Serafimerorden m. m. Ärkebiskop Holmström döpte och jordfäste kronprinsparets ende son Carl Oscar.
»Både såsom lärd och offentlig man försvarade ärkebiskop Holmström sin plats. I det senare hänseendet var han dock mer än i det förra.»
Utrustad med grundliga studier hade han som lärare mycket lätt att meddela andra sina kunskaper. Som offentlig person tillhörde han både av övertygelse och genom samhällsställning det konservativa och högkyrkliga partiet. Med stor förmåga att intränga i ämnen, som skulle behandlas, rörde han sig i dem med stor lätthet, alltid beredd att lyssna till motsidans anföranden, och fastän han inte gärna rubbades ur sin valda position, framfördes dock hans motsägelser med all möjlig vänlighet.
Han var gift första gången med Sofia Magdalena Göthberg och andra gången med Kristina Katarina Eckhoff.